# Gymnocarpium × achriosporum
Gymnocarpium × achriosporum là một loài dương xỉ trong họ Cystopteridaceae. Loài này được Sarvela mô tả khoa học đầu tiên năm 1978.
Danh pháp khoa học của loài này chưa được làm sáng tỏ. 